# Shlomo Hillel
Shlomo Hillel (9 avril 1923 - 8 février 2021) est un diplomate et homme politique israélien d'origine irakienne qui est président de la Knesset, ministre de la Police, ministre de l'Intérieur et ambassadeur dans plusieurs pays d'Afrique. En tant qu'agent du Mossad LeAliyah Bet à la fin des années 1940 et au début des années 1950, il organise le pont aérien massif de Juifs irakiens vers Israël, connu sous le nom d'Opération Ezra et Néhémie.

## Biographie
Né dans une famille juive irakienne à Bagdad, dans l'Irak mandataire, Hillel immigre en Palestine mandataire avec sa famille en 1934 à l'âge de onze ans. Après avoir obtenu son diplôme du Lycée hébraïque Herzliya à Tel-Aviv, il suit une formation agricole au kibboutz Degania Alef, puis à Pardes Hana. Hillel est secrétaire d'un groupe de scouts hébreux qui fonde plus tard le kibboutz Ma'agan Michael. En 1945, Hillel et ses collègues travaillent dans une usine de munitions de la Haganah déguisée en buanderie au sous-sol de l'Institut Ayalon à Rehovot,,. Il étudie les sciences politiques, l'économie et l'Administration publique à l'Université hébraïque de Jérusalem. Il épouse Temima, avec qui il a deux enfants, un fils et une fille. Il vivait à Ramat Denya, Jérusalem. La fille de Hillel, Hagar, est une pionnière dans la recherche sur le journalisme juif dans le monde arabe. Il est décédé le 8 février 2021.

## Activisme sioniste

### Opération Michaelberg
En 1946, Hillel s'envole pour Bagdad avec un passeport irakien et y reste un an en tant qu'agent de la résistance sioniste en Irak. À cette époque, les Juifs irakiens font leur alyah en Israël par des voies terrestres lentes et dangereuses, guidés par des passeurs peu fiables. Hillel est le fer de lance de la première aliyah irakienne à grande échelle par voie aérienne, en engageant deux pilotes américains et un C-46 pour transporter 100 Juifs irakiens en Israël dans le cadre de ce qui est nommé plus tard l'opération Michaelberg. Le vol est effectué en secret, à la fois pour éviter d'être détecté par les autorités irakiennes au départ de Bagdad et pour éviter d'être détecté par les autorités britanniques à l'arrivée en Palestine mandataire.

### Opération Esdras et Néhémie
Hillel se rend à nouveau à Bagdad en 1950 pour négocier l'immigration massive des Juifs d'Irak, dont 120 000 sont transportés par avion vers Israël lors de l'opération Ezra et Néhémie entre 1950 et 1952. Lors de ces voyages, il se déguise soit en Français, soit en Anglais. Le pont aérien est rendu possible grâce à la coopération de l'Iran, qui est à l'époque un proche allié d'Israël,.
Le partenaire de Hillel, Ronnie Barnett, est un juif britannique qui travaille pour Trans-Ocean Airlines. Alors qu'il organise des pèlerinages à la Mecque, Barnett rencontre le directeur d'une agence de voyages appelée Iraq Tours, Abdul Rahman Raouf. Barnett et Raouf se rencontrent à Rome et Hillel vient sous le nom de « Richard Armstrong ». Raouf réalise qu'il y a de l'argent à gagner en faisant sortir les Juifs d'Irak et organise une rencontre entre eux et le Premier ministre irakien, Tawfiq al-Suweidi, qui est membre du conseil d'administration de sa société. Ils rendent visite au Premier ministre à son domicile. Al-Suweidi se plaint du fait que l'émigration illégale des Juifs porte préjudice à l'Irak, car ils feraient probablement sortir clandestinement leurs biens et sans payer leurs impôts. Selon ses estimations, au moins 60 000 Juifs quitteraient le pays s’ils le pouvaient. Ils se mettent d'accord sur un prix de billet de 12 dinars (environ 48 $) par billet.

## Carrière politique et diplomatique
Pour les élections à la Knesset de 1951, Hillel se voit attribuer une place sur la liste du Mapaï. Bien qu'il n'ait pas réussi à obtenir un siège, il entre à la Knesset le 21 décembre 1952 en remplacement du défunt Eliyahu Hacarmeli. Il est réélu en 1955, mais démissionne de la Knesset peu avant les élections de 1959, après quoi il rejoint le service diplomatique et est nommé ambassadeur en Guinée en 1959. En 1961, il devient ambassadeur en Côte d'Ivoire, au Dahomey, en République de Haute-Volta et au Niger, avant de devenir membre de la délégation israélienne auprès des Nations unies entre 1963 et 1967. Il retourne en Israël en 1967, où il occupe le poste de directeur adjoint du ministère des Affaires étrangères jusqu'en 1969.
En 1969, Hillel revient à la Knesset sur la liste de l'Alignement. Il siège des élections de 1969 jusqu'aux élections de 1992, au cours desquelles il perd son siège. Il est ministre de la Police entre 1969 et 1977, et ministre de l'Intérieur en 1974 et 1977. En 1984, il est élu président de la onzième Knesset.
En 1988, Hillel reçoit le Prix Israël, pour sa contribution particulière à la société et à l'État d'Israël.
Il a été président de la Société pour la préservation des sites du patrimoine israélien.